# Deutsche Alpine Skimeisterschaften 2018
Die Deutschen Alpinen Skimeisterschaften 2018 fanden von 20. März bis 3. April 2018 in Garmisch und Bischofswiesen sowie am Sudelfeld und am Oberjoch statt. Die Rennen waren zumeist international besetzt, um die Deutsche Meisterschaft fuhren jedoch nur die deutschen Teilnehmer. Die Kombinationsbewerbe mussten ersatzlos gestrichen werden.

## Herren

### Abfahrt
| Platz | Name                   | Zeit        |
| ----- | ---------------------- | ----------- |
| 01    | Thomas Dreßen          | 0:58,95 min |
| 02    | Christof Brandner      | 0:59,05 min |
| 03    | Josef Ferstl           | 0:59,47 min |
| 04    | Christopher Hörl (MDA) | 0:59,70 min |
| 05    | Marc Pfister (SUI)     | 0:59,74 min |
| 06    | Andreas Sander         | 1:00,04 min |
| 07    | Lars Rösti (SUI)       | 1:00,12 min |
| 08    | Andreas Romar (FIN)    | 1:00,24 min |
| 09    | Maarten Meiners (NED)  | 1:00,25 min |
| 010   | Ryō Sugai (JPN)        | 1:00,33 min |

Datum: 22. März 2018

Ort: Garmisch

Start: 1690 m, Ziel: 1188 m

Höhendifferenz: 502 m

Tore: 26

### Super-G
| Platz | Name                | Zeit        |
| ----- | ------------------- | ----------- |
| 01    | Loïc Meillard (SUI) | 0:57,72 min |
| 02    | Lars Rösti (SUI)    | 0:57,73 min |
| 03    | Josef Ferstl        | 0:57,80 min |
| 04    | Manuel Schmid       | 0:58,01 min |
| 05    | Gino Caviezel (SUI) | 0:58,05 min |
| 06    | Andreas Sander      | 0:58,12 min |
| 07    | Christof Brandner   | 0:58,22 min |
| 08    | Miha Hrobat (SLO)   | 0:58,48 min |
| 09    | Fabio Renz          | 0:58,52 min |
| 010   | Tilen Debelak (SLO) | 0:58,59 min |

Datum: 23. März 2018

Ort: Garmisch

Start: 1540 m, Ziel: 1188 m

Höhendifferenz: 352 m

Tore: 27

### Riesenslalom
| Platz | Name                       | Zeit        |
| ----- | -------------------------- | ----------- |
| 01    | Magnus Walch (AUT)         | 1:48,36 min |
| 02    | Fritz Dopfer               | 1:48,51 min |
| 03    | Cédric Noger (SUI)         | 1:48,61 min |
| 04    | Christian Hirschbühl (AUT) | 1:48,84 min |
| 05    | Daniele Sorio (ITA)        | 1:48,89 min |
| 06    | Marc Rochat (SUI)          | 1:48,95 min |
| 07    | Linus Straßer              | 1:49,01 min |
|       | Julian Rauchfuss           | 1:49,01 min |
|       | Thomas Dorner (AUT)        | 1:49,01 min |
| 010   | Bastian Meisen             | 1:49,06 min |

Datum: 3. April 2018

Ort: Oberjoch

Start: 1543 m, Ziel: 1228 m

Höhendifferenz: 315 m

Tore 1. Lauf: 36, Tore 2. Lauf: 36

### Slalom
| Platz | Name                 | Zeit        |
| ----- | -------------------- | ----------- |
| 01    | Fritz Dopfer         | 1:35,33 min |
| 02    | Dominik Stehle       | 1:35,35 min |
| 03    | Sebastian Holzmann   | 1:35,62 min |
| 04    | Sandro Simonet (SUI) | 1:35,81 min |
| 05    | Anton Tremmel        | 1:36,29 min |
| 06    | Mathias Graf (AUT)   | 1:36,49 min |
| 07    | Istok Rodeš (CRO)    | 1:36,83 min |
| 08    | Simon Rueland (AUT)  | 1:37,19 min |
| 09    | Philipp Schmid       | 1:37,26 min |
| 010   | Julian Rauchfuss     | 1:37,46 min |

Datum: 25. März 2018

Ort: Sudelfeld

Start: 1220 m, Ziel: 1050 m

Höhendifferenz: 170 m

Tore 1. Lauf: 60, Tore 2. Lauf: 57

### Kombination
Abgesagt.

## Damen

### Abfahrt
| Platz | Name                       | Zeit        |
| ----- | -------------------------- | ----------- |
| 01    | Michaela Wenig             | 1:01,07 min |
| 02    | Kira Weidle                | 1:01,31 min |
| 03    | Patrizia Dorsch            | 1:01,86 min |
| 04    | Ann Katrin Magg            | 1:02,12 min |
| 05    | Veronique Hronek           | 1:02,31 min |
| 06    | Lena Dürr                  | 1:02,55 min |
| 07    | Katrin Hirtl-Stanggaßinger | 1:02,62 min |
| 08    | Sophia Eckstein            | 1:03,13 min |
| 09    | Ania Monica Caill (ROU)    | 1:03,17 min |
| 010   | Lenie Flötgen              | 1:03,45 min |

Datum: 22. März 2018

Ort: Garmisch

Start: 1690 m, Ziel: 1188 m

Höhendifferenz: 502 m

Tore: 26

### Super-G
| Platz | Name                       | Zeit        |
| ----- | -------------------------- | ----------- |
| 01    | Michaela Wenig             | 0:59,27 min |
| 02    | Elisabeth Reisinger (AUT)  | 0:59,83 min |
| 03    | Meike Pfister              | 1:00,12 min |
| 04    | Veronique Hronek           | 1:00,14 min |
| 05    | Martina Rettenwender (AUT) | 1:00,16 min |
| 06    | Michaela Heider (AUT)      | 1:00,23 min |
| 07    | Ann Katrin Magg            | 1:00,37 min |
| 08    | Lindy Etzensperger (SUI)   | 1:00,43 min |
| 09    | Patrizia Dorsch            | 1:00,53 min |
| 010   | Kira Weidle                | 1:00,59 min |

Datum: 23. März 2018

Ort: Garmisch

Start: 1540 m, Ziel: 1188 m

Höhendifferenz: 352 m

Tore: 27

### Riesenslalom
| Platz | Name                          | Zeit        |
| ----- | ----------------------------- | ----------- |
| 01    | Veronique Hronek              | 2:22,21 min |
| 02    | Alex Tilley (GBR)             | 2:22,49 min |
| 03    | Viktoria Rebensburg           | 2:22,66 min |
| 04    | Christine Scheyer (AUT)       | 2:22,67 min |
| 05    | Maryna Gąsienica-Daniel (POL) | 2:22,73 min |
| 06    | Katharina Truppe (AUT)        | 2:22,85 min |
| 07    | Nadine Fest (AUT)             | 2:22,89 min |
| 08    | Elisa Mörzinger (AUT)         | 2:23,36 min |
| 09    | Piera Hudson (NZL)            | 2:23,49 min |
| 010   | Melanie Niederdorfer (AUT)    | 2:23,51 min |
| 012   | Michaela Wenig                | 2:24,06 min |

Datum: 3. April 2018

Ort: Bischofswiesen

Start: 1230 m, Ziel: 880 m

Höhendifferenz: 350 m

Tore 1. Lauf: 48, Tore 2. Lauf: 48

### Slalom
| Platz | Name                       | Zeit        |
| ----- | -------------------------- | ----------- |
| 01    | Hannah Köck (AUT)          | 1:36,82 min |
| 02    | Michaela Dygruber (AUT)    | 1:37,38 min |
| 03    | Andrea Filser              | 1:37,50 min |
| 04    | Lara Zürcher (SUI)         | 1:37,52 min |
| 05    | Julia Mutschlechner        | 1:37,58 min |
| 06    | Lena Dürr                  | 1:37,65 min |
| 07    | Jessica Hilzinger          | 1:37,82 min |
| 08    | Katrin Hirtl-Stanggaßinger | 1:40,17 min |
| 09    | Luisa Mangold              | 1:40,52 min |
| 010   | Veronika Schwaiger (AUT)   | 1:40,72 min |

Datum: 24. März 2018

Ort: Sudelfeld

Start: 1220 m, Ziel: 1050 m

Höhendifferenz: 170 m

Tore 1. Lauf: 57, Tore 2. Lauf: 58

### Kombination
Abgesagt.